# Petúria (Family Guy)
A Petúria a Family Guy sorozat része. Amerikában 2000. július. 12-én vetítették, míg Magyarországon 2008. november 11.-én

## Cselekmény
Peter összetalálkozik a barátaival, akik elmondják hogy az adóvisszatérítésükből mi mindent vettek. Erre ő is elmegy a hivatalba, hogy ő is pénzt kapjon, de kiderül, hogy nem jár neki visszafizetés. Így hát ás a saját kertjébe egy medencét, miközben talál egy kábelt, amelyben feszültség van. Ki akarta ütni és végül sikerrel járt, aminek a következtében elment az áram a városban. A szerelő kijavította a hibát, ekkor azonban újabb szomorú hír fogadta: nem áshat medencét a kertjébe. Ezért a városházára megy panaszt tenni. A polgármester a térképen észreveszi, hogy a telkük nem tartozik a városba, sőt, az országba sem. Így hát saját országot alapított Peter, aminek a neve Petúria. Majd az ebédlőben megszólítja egy férfi (a mondandóiból ítélve Szaddam Husszein), aki ad neki egy tippet: támadja meg az USA-t. Peter másnap elfoglalja a szomszéd kertjét, ezáltal komoly ügyet kreálva. Quahog-ban krízis alakul ki. Felesége és a gyermekei elhagyják Petúriát, végül Peter és Brian is felhagynak a dologgal.

## Külső hivatkozások
- Petúria az Internet Movie Database-ben (angolul)
- Petúria a Rotten Tomatoeson (angolul)
- Petúria a Box Office Mojón (angolul)